# Bálint Kopasz
Bálint Kopasz (* 20. Juni 1997 in Szeged) ist ein ungarischer Kanute.

## Karriere
Seinen ersten internationalen Erfolg feierte Kopasz bei den Europameisterschaften 2016 in Moskau, als er im Einer-Kajak über 1000 Meter den dritten Platz belegte. Bei seinem Olympiadebüt in Rio de Janeiro zog er im Einer-Kajak auf der 1000-Meter-Strecke nach einem fünften Rang in der Vorrunde ins Halbfinale ein, wurde dort aber ebenfalls nur Fünfter. Das B-Finale beendete er auf Rang zwei und schloss den Wettkampf auf Gesamtrang zehn ab. Ein Jahr darauf gewann Kopasz bei den Europameisterschaften in Plowdiw im Einer-Kajak ebenso über 500 Meter die Bronzemedaille wie auch nochmals über 1000 Meter. 2018 in Belgrad verbesserte er sich bei den Europameisterschaften über 1000 Meter auf den zweiten Platz.
Sehr erfolgreich verlief für Kopasz das Jahr 2019: im Einer-Kajak wurde er in Szeged über 1000 Meter Weltmeister und gewann bei den Europaspielen in Minsk in dieser Disziplin sowie auf der 5000-Meter-Strecke jeweils die Goldmedaille. Zwei Jahre darauf setzte Kopasz seinen Erfolgslauf fort. Zwar verpasste er in Kopenhagen bei den Weltmeisterschaften als Zweiter knapp den erneuten Titelgewinn auf der 1000-Meter-Distanz, dafür wurde er bei den Europameisterschaften in Posen sowohl über 500 Meter als auch über 1000 Meter Europameister. Bei den ebenfalls 2021 ausgetragenen Olympischen Spielen 2020 in Tokio nahm Kopasz an zwei Wettbewerben teil. Im Einer-Kajak gewann er auf der 1000-Meter-Strecke zunächst seinen Vorlauf und auch seinen Halbfinallauf. Im Endlauf überquerte er schließlich nach 3:20,643 Minuten ebenfalls als Erster die Ziellinie und wurde mit einem Vorsprung von 1,8 Sekunden vor seinem Landsmann Ádám Varga und dem Portugiesen Fernando Pimenta, gegen den sich Varga im Fotofinish um vier Hundertstelsekunden durchsetzte, Olympiasieger. Kopasz trat außerdem im Zweier-Kajak mit Bence Nádas auf der 1000-Meter-Distanz an. Nach Rang eins im Vorlauf und Rang zwei im Halbfinale zogen sie in den Endlauf ein, in dem sie als Vierte knapp einen Medaillengewinn verpassten. Ein Jahr darauf wurde Kopasz in Dartmouth im Einer-Kajak über 1000 Meter und mit Bence Nádas im Zweier-Kajak über 500 Meter jeweils Weltmeister. Bei den Weltmeisterschaften 2023 in Duisburg sicherte sich Kopasz den Titelgewinn im Einer-Kajak über 500 Meter, während er mit Bence Nádas im Zweier-Kajak über 500 Meter als Zweiter knapp die Titelverteidigung verpasste. Bei den Olympischen Spielen 2024 in Paris gewann er im Einer-Kajak auf der 1000-Meter-Strecke die Bronzemedaille.
Für seinen Olympiasieg wurde ihm 2021 das Offizierskreuz des Ungarischen Verdienstordens verliehen.